# Abbaustätte der Steinkreise von Wassu
Die Abbaustätte der Steinkreise von Wassu wurde als Steinbruch der Steinkreise von Wassu in Gambia ermittelt. Die Abbaustätte wurde 2015 von Gambia auf seine Tentativliste gesetzt, einer Vorschlagsliste, um weitere Stätten als mögliche Welterbestätten anerkennen zu lassen. Dieser Eintrag soll dabei eine Erweiterung der Welterbestätte Senegambische Steinkreise sein.

## Beschreibung
Die Steinkreise gehören zu den Senegambischen Steinkreisen und liegen in einem Band von rund 100 Kilometer Breite und 350 Kilometer Länge. Sie umfassen mehr als tausend Monumente entlang des Flusses Gambia in den westafrikanischen Staaten Gambia und Senegal. 2006 wurden sie ins UNESCO-Weltkulturerbe aufgenommen. Konzentriert sind sie in vier Gruppen: Sine Ngayène, Wanar, Wassu und Kerr Batch. Ähnliche Steinkreise sind im Süden bis nach Guinea bekannt.
Der Steinbruch befindet sich auf einem Lateritrücken östlich der Anlage von Wassu. Der Kamm ist mit Gras und anderer Vegetation bedeckt, die die Sicht auf den Felsvorsprung von weitem verdecken. Die Steinbrüche sind aber leicht zu identifizieren, da sie im Tagebau nach dem Stein abgebaut wurden. Die auffälligste Form ist ein säulenförmiger Steinbruch, in dem der Stein abgebaut und wahrscheinlich fertig gestellt wurde. Andere flache Einschnitte und abgestufte Plattformen deuten ebenfalls auf Steinbruchaktivitäten hin, können aber auch auf natürliche Erosion hindeuten. Einige teilweise bearbeitete Steine sind an Ort und Stelle verblieben. Sie sind aber zerbrochen, was wahrscheinlich zu ihrer Aufgabe führte. Die Stätte liegt am Rande des Aufschlusses, der die Entfernung des Steins aus seiner Matrix beherbergte. Ein weiterer Steinbruch liegt südöstlich. Die Steinbrüche scheinen nicht systematisch ausgebeutet worden zu sein, sondern nur um den Zugang zum Rohmaterial und den Transport der Fertigprodukte zu erleichtern.
Von den sichtbaren Überresten in situ scheinen die Steine in Blöcken abgebaut worden zu sein, wie sie natürlich vorkommen, und wurden dann, vermutlich am Standort des Steinbruchs, aufbereitet. Der Bergrücken ist mit gebrochenen Steinfragmenten übersät. Die Anzahl der Steinbrüche spiegelt nicht die Größe der Wassu-Kreise und ihrer Ausreißer wider, obwohl die gegenwärtige Pflanzendecke eine genaue Einschätzung der Ausdehnung der Steinbrüche nicht zulässt.

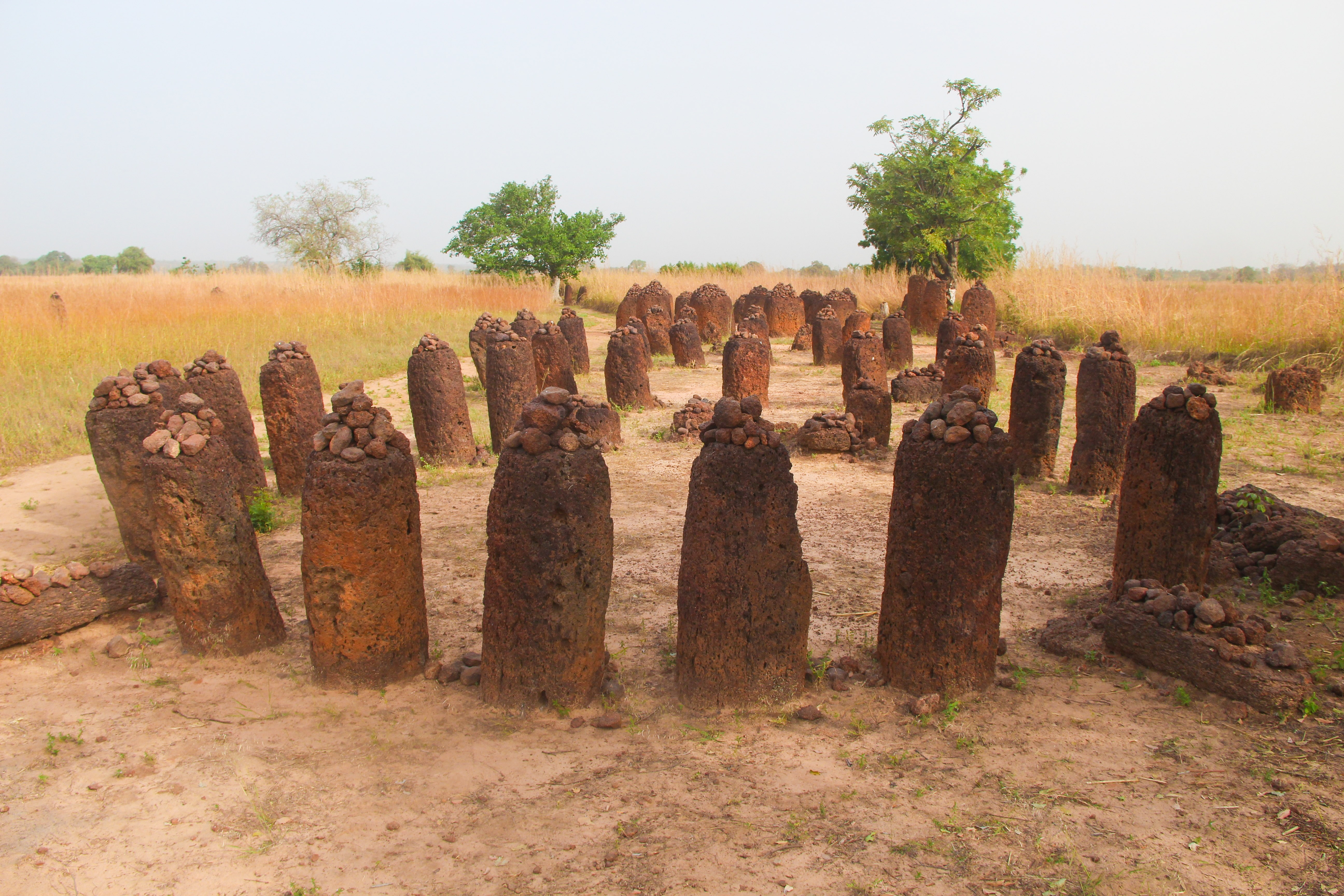
Die Steinkreise von Wassu

Die erste wichtige Etappe im Bauprozess der Steinkreise war die Identifizierung geeigneter lateritischer Aufschlüsse für die Bearbeitung der Steine. Obwohl Laterit in der Region weit verbreitet ist, erforderte die Identifizierung von kompakten und homogenen Aufschlüssen mit minimalen natürlichen Schwächen große Kenntnisse der lokalen Geologie. Ohne dieses Fachwissen wäre es fast unmöglich gewesen, die Steinbrüche, aus denen die Monolithen entstanden sind, auszubeuten.
Der zweite bemerkenswerte Aspekt bezieht sich auf die Bearbeitung und den Abbau der Monolithen. Der Abbau und die Gewinnung der Monolithen bereiteten damals große Schwierigkeiten. Die dabei zerbrochenen und an Ort und Stelle zurückgelassenen Monolithen, insbesondere im Wassu-Steinbruch, weisen oft Spuren von mikroskopischen Rissen oder unterschiedlichen Ferruginierungen auf, die ihre Spaltung während des Prozesses verursacht haben könnten. Folglich bedurfte es erheblicher technischer Fähigkeiten und einer guten Kenntnis des Rohmaterials, um die erforderliche Größe der Monolithen zu erreichen und sie entsprechend zu gewinnen.
Der Transport und die Aufstellung der Monolithen hingegen setzt, nach den Entfernungen zwischen den Steinbrüchen und den Einlagerungen zu urteilen, eine gut fundierte soziale Organisation voraus, um die riesigen Arbeitskräfte zu mobilisieren, die für den Transport und die Einlagerung der Lateritblöcke, die in einigen Fällen bis zu sieben Tonnen wiegen konnten, erforderlich sind.
Die Steinbrüche in der Nähe der Wassu-Steinkreise sind nachweislich die Quelle der meisten Steine, die auf dem Gelände der Wassu-Kreise verwendet werden. Die Steinbruchstätte, die Hinweise auf unterschiedliche Abbaumethoden sowie die angrenzenden Schleifhaine, die zum Schärfen der für den Abbau erforderlichen eisernen Werkzeuge verwendet wurden, vervollständigen die Wassu-Stätte und den Megalithkomplex im Allgemeinen, indem sie unser Wissen über den Prozess der Herstellung der Monolithen und die Belastung beim Transport zum Aufstellungsort für die Montage erweitert. Die Steinbruchstätte spricht auch die eisenverarbeitende Tradition der Gesellschaft an, die für die Konstruktion der Megalithphänomene verantwortlich war, und ihre erstaunlichen Kenntnisse der lokalen Geologie.
Die Steinbruchanlage in Wassu weist ein hohes Maß an Authentizität auf. Erstens befindet sich die Stätte auf dem Laterithügel, von dem aus die Steine am Standort Wassu abgebaut wurden. Abgesehen vom Vorhandensein von Steinen, die während des Steinbruch- oder Transportprozesses zerbrochen sind und auf der Stätte aufgegeben wurden, gibt es auch Hinweise auf die verschiedenen möglichen Abbaumethoden. An Ort und Stelle befinden sich auch die Schleifhaine, die Erkenntnisse über die Verwendung zum Schärfen der Eisenwerkzeuge liefern, die für den Abbauprozess unerlässlich waren.
Obwohl Steinkreise in vielen Teilen der Welt zu finden sind, werden sie nirgendwo aus Laterit hergestellt. Darüber hinaus sind die Ursprünge der Steine in den meisten anderen erhaltenen Kreisen, einschließlich der Kreise in Stonehenge, ebenfalls spekulativ. Der Wassu-Steinbruch liegt in unmittelbarer Nähe der Stätte der Wassu-Steinkreise und liefert unbestreitbare Beweise für den Ursprung der Wassu-Steine, da er sich von anderen Stätten der Kreise unterscheidet, deren Steine teilweise mehr als 20 Kilometer entfernt sind.